# Вохор, Серж
Риалут Серж Вохор (англ. Rialuth Serge Vohor; 23 апреля 1955, Порт Олри — 22 ноября 2024) — вануатский политик. Премьер-министр Вануату (1995—1996, 1996—1998, 2004, 2011).

## Биография

### Ранние годы
Серж Вохор родился в 1955 году на крупнейшем острове Вануату, Эспириту-Санто, в городе Порт-Олри. Школьное образование получил в Школе Святой Анны (англ. St Anne School), затем обучался в одном из лицеев Порт-Олри, а в 1974 году практиковался в качестве медицинского работника.

### Политическая карьера
Серж Вохор являлся членом Союза умеренных партий, консервативной, франкоязычной политической партии Вануату. Когда его партия пришла к власти в 1991 году, Вохор стал министром иностранных дел Республики, оставаясь им до 1993 года, а в декабре 1995 года впервые в своей политической карьере — премьер-министром Вануату, находясь на посту до февраля 1996 года. Повторно Вохор становился премьер-министром страны в сентябре 1996—марте 1998 годов, июле—декабре 2004 года.
После того, как на парламентских выборах 1998 года Союзу умеренных партий не удалось образовать коалиционное правительство, Вохору удалось остаться членом правительства, выступая с 1999 по 2001 года в качестве министра иностранных дел Вануату. После парламентских выборов 2002 года он также занимал пост министра иностранных дел с 2002 по 2003 года, а также был заместителем премьер-министра. В 2002 году, в интервью газете The Melbourne Age Вохор, обвинил австралийскую федеральную полицию в шпионаже через прослушивание телефонов на территории Вануату и в попытке дестабилизации политической системы страны. В 2003 году в качестве министра иностранных дел он также выступил с критикой американского правительства и его союзников, которые начали военную операцию на территории Ирака.
Несмотря на потерю Союзом умеренных партий нескольких мест в парламенте по результатам выборов 2004 года, Вохору удалось сформировать коалицию с независимыми парламентариями и членами других партий, что позволило ему вновь быть избранным в качестве премьер-министра Вануату. В ходе голосования он получил поддержку 28 депутатов, в то время как его главный оппонент, Хам Лини, получил 24 голоса. В следующем месяце Вохор сформировал правительство национального единства, в котором Лини стал заместителем премьер-министра.
В ходе третьего премьерского срока Вохора произошло несколько противоречивых событий. Так, в сентябре 2004 года новый премьер-министр подверг резкой критике любые попытки иностранных государств вмешиваться во внутреннюю политику Вануату, в том числе, была затронута проблема австралийских военных консультантов на территории страны, часть из которых занимала определённые должности в полиции и мобильных силах Вануату. В результате, министр иностранных дел тихоокеанской республики Барак Сопе потребовал вывода с территории страны представителей австралийской федеральной полиции, глава которой, в свою очередь, выразил опасения, что этот шаг может привести к появлению в Вануату международных наркотических синдикатов и созданию лабораторий по производству амфетаминов.
Одним из самых противоречивых событий третьего премьерского срока Вохора стал визит 3 ноября 2004 года в столицу Тайваня, город Тайбэй, в ходе которого он установил дипломатические отношения с Республикой Китай (Тайвань) без одобрения Совета министров Вануату (первый коммюнике о взаимном признании был подписан ещё в 1992 году). Сделано это было спустя два месяца после визита в КНР, во время которого лидеры двух стран договорились о выделении Вануату помощи в размере $10 млн. Кроме того, КНР уже оказывал этой меланезийской стране помощь, в том числе, выделил средства на строительство здания Парламента Вануату, корпуса Южнотихоокеанского университета, Колледжа сельского хозяйства и Министерства иностранных дел. После установления дипломатических отношений с Тайванем КНР пригрозил приостановить финансовую помощь Вануату. Через некоторое время так же поступила и Австралия, которая обвинила правительство Вануату в коррупции и беззаконии, чем вызвала недовольство правительства Тайваня. В Совете министров Вануату, в свою очередь, было проведено голосование, результатом которого стало аннулирование договорённостей с Тайванем и признание только одного Китая, Китайской Народной Республики. В течение нескольких недель и РК, и КНР на фоне продолжавшихся разногласий в правительстве Вануату имели свои дипломатические миссии в Порт-Вила. Лишившись поддержки 16 членов парламента и, таким образом, потеряв большинство, Вохор мог потерять свой премьерский пост ввиду того, что оппозиция попыталась вынести ему вотум недоверия. В ответ Вохор обратился в Верховный суд Вануату, утверждая, что, исходя из новых конституционных поправок, премьер-министр не может быть смещён со своей должности в течение первого года исполнения своих обязанностей. Тем не менее Верховный суд вынес решение, согласно которому эти поправки ещё не были одобрены на всенародном референдуме, а значит, не вступили в законную силу. 11 декабря 2004 года Вохор был смещён Хамом Лини. С тех пор до апреля 2011 года он оставался лидером оппозиции в парламенте Вануату.
24 апреля 2011 года вновь возглавил правительство, после того как парламент вынес вотум недоверия премьер-министру Сато Килману. Однако уже 13 мая Вохор покинул свой пост, так как Верховный суд признал его избрание неконституционным. Он получил ровно половину голосов депутатов — 26 из 52.
Умер 22 ноября 2024 года в возрасте 69 лет.